# Церква Воздвиження Чесного Хреста (Надвірна)
Церква Воздвиження Чесного Хреста — чинна церква УГКЦ в Надвірній в Івано-Франківській області.

## Історія
Найдавніша згадка про церкву Різдва Христового в Надвірній походить з вкладного запису 1644 року на рукописній Євангелії, яка зараз зберігається в монастирі Сучавиці в Румунії. В Катедратику Львівської єпархії 1680 року відзначені вже дві церкви — Богоявлення Господнього і Покрови Пресвятої Богородиці, а в Реєстрі церков Львівської єпархії 1708 року — ще третя церква Благовіщення Пресвятої Богородиці. Давніша дерев'яна церква Покрови Пресвятої Богородиці, збудована коштом громади у 1678 році, позначена на карті 1783 року на місці теперішньої. Нинішня дерев'яна церква Покрови Пр. Богородиці збудована майстром Михайлом Момотом у 1835 році, як свідчить напис на надпоріжнику «Рок.: 1835: М.халъ Момот майстер».
Найбільше для користі громади прислужилися кілька священиків. У першій половині ХІХ століття парохію обслуговував о. Йоан Коланковський (1787—1864) з ініціативи якого жителі міста 1840 р. звели на вулиці Долішній дерев'яну церкву Покрови Пречистої Діви Марії.
18 березня 1864 року парохом Надвірної став о. Олексій Заклинський (1819—1891) — громадсько-політичний діяч, поет та самодіяльний композитор. Автор історичний мемуарів парохом Надвірної став о. Олексій Заклинський (1819—1891) громадсько-політичний діяч, поет та самодіяльний композитор. Автор історичних мемуарів «Записки Алексея Заклинського, приходника Старих Богородчан» (Львів, 1890), пісень «К Покрову Пресвятої Богородиці», «Там, де Чорна Гора», «кажуть мені люди, що мій друг живе», танко
Через рік парохію очолив о. Корнило Мандичевський (1828—1914) — декан Надвірнянського деканату, посол до крайового сейму і Державної Думи, почесний радник єпископської консисторії, почесний крилошанин Станиславівської капітули, член багатьох культурно-просвітницьких товариств і організацій, почесний громадянин м. Надвірної. З його ініціативи у 1898 здійснено капітальний ремонт церкви. Велику культурно-просвітницьку роботу вів також о. Олексій Гаврилюк (?-1920), котрий став завідателем Надвірнянської парохії 22 квітня 1914 р.
До 1914 храм був дочірнім, відправи тут відбувалися тільки на другий день Різдвяних ста Великодніх свят. Решта богослужінь упродовж року проходили в парохіальній церкві Благовіщення Пречистої Діви Марії, перевезеній колись зі скиту Манявського. У серпні 1914 велика пожежа знищила унікальну архітектурну споруду, і відтоді парохіяльним став храм Покрови, який у трохи зміненому вигляді (1900 р. його відремонтували і розширили) зберігся до наших днів.

## Опис церкви

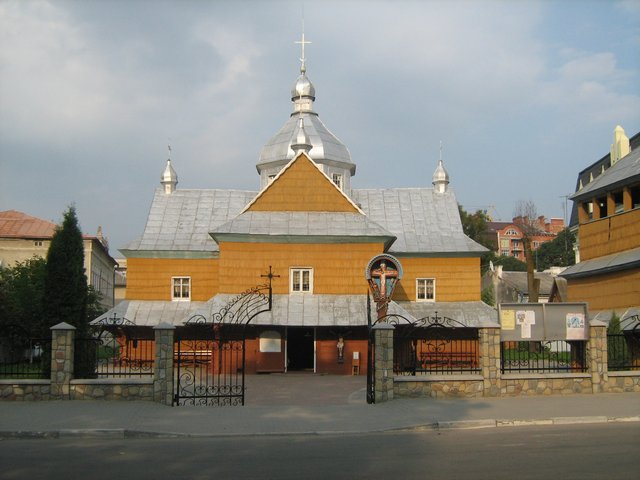
Церква Чесного Хреста

Церква побудована з дерева хвойних порід, підвалини дубові. В плані хрестоподібна, рівнораменна (рамена вкорочені). Головний фасад орієнтований на вул. Княгині Ольги, а вівтар — на північний схід. До вівтарної частини примикає ризниця, побудована одночасно з храмом.
Перший ярус відкритий, завершується піддашшям на випусках вінців зрубів. Другий — кожухований гонтом. Центральна нава накрита шоломовидною банею на низькому барабані типу восьмерик на четверику. Дахи по дерев'яних кроквах, покриті оцинкованою бляхою. Двосхилі дахи рамен підіймаються до основи восьмерика. В композиційній структурі церква підкреслена горизонтальним членуванням.
В інтер'єрі домінує висотно відкритий простір центральної нави. Стіни мають декоративно — орнаментальні розписи. Іконостас дерев'яний, різьблений, виконаний з дотриманням усталених форм і традицій, які є характерними для даної місцевості та періоду побудови храму. На південь від церкви розташовані дерев'яна дзвіниця й соборний хрест, з боку вівтарної частини недільна школа.
Дзвіниця дерев'яна, триярусна, (два четверики на основному зрубі), зрубно-каркасного типу, третій ярус має голосники та завершується чотирисхилим пірамідальним дахом. Територія церкви оточена мурованим парканом з кованими елементами. Майданчик з боку головного входу та пішохідні доріжки викладені тротуарною бруківкою.

## Парохи
- о. Корнило Мандичевський (1865—1914)
- о. Олексій Гаврилюк (1914—1920)
- о. Іван Луцик (1920—1935)
- о. Дмитро Шевчук (1935—1938)

### Працівники
- о. Анастасій Мойсейович (1886)
- о. Тадей Галайчук (1886—1889)
- о. Теофіл Билинкевич (1887—1896)
- о. Маркіян Санковський (1889—1891)
- о. Євстахій Смерековській (1891—1899)
- о. Софрон Глібовицький (1896—1908)
- о. Іван Лятишевський (1899—1912)
- о. Роман Петровський (1908—1912)
- о. Дмитро Вахняк (1912—1914)
- о. Олексій Гаврилюк (1912—1914)
- о. Ігнатій Харук (1929—1932)
- о. Володимир Бибик (1932—1935)
- о. Григорій Маланчук (1935—1938)[3]